# Браунтон (Минесота)
Браунтон (енгл. Brownton) град је у америчкој савезној држави Минесота.

## Демографија
По попису из 2010. године број становника је 762, што је 45 (-5,6%) становника мање него 2000. године.
| Група             | 2000.       | 2010.       |
| Белци             | 766 (94,9%) | 697 (91,5%) |
| Афроамериканци    | 0 (0,0%)    | 1 (0,1%)    |
| Азијати           | 8 (1,0%)    | 6 (0,8%)    |
| Хиспаноамериканци | 33 (4,1%)   | 53 (7,0%)   |
| Укупно            | 807         | 762         |